# Acne neonatorum
Acne neonatorum (synonym: Neugeborenenakne, Baby-Akne, Acne infantilis, Säuglingsakne) bezeichnet Akne, die sich im Neugeborenenalter manifestiert. Früher wurde der Begriff irrtümlich synonym für die Pityrosporumfollikulitis des Säuglings, auch bekannt als neonatale zephale Pustulose, verwendet.

## Epidemiologie
Die Acne neonatorum kann bereits vor der Geburt bestehen oder sich in den ersten Lebenswochen entwickeln. Sie tritt bei rund 20 Prozent der Neugeborenen auf. Meist sind männliche Neugeborene betroffen (Verhältnis männlich:weiblich ist 4:1).

## Diagnostik

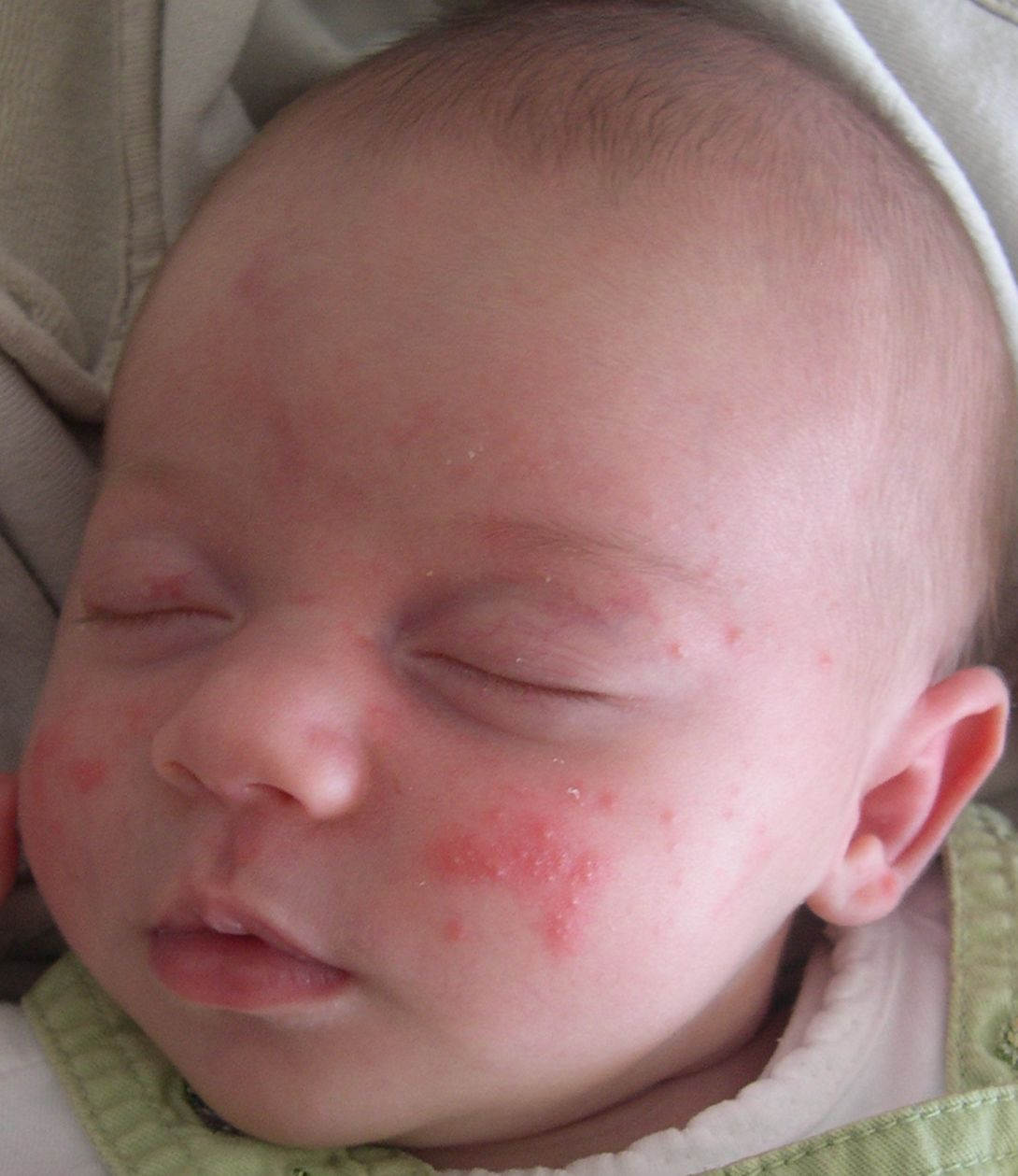
Acne neonatorum beim Neugeborenen (21 Tage alt)

Die Betroffenen weisen auf den Wangen, seltener auf Stirn und Kinn, nicht entzündliche geschlossene Komedonen auf. Bei stärkeren Erkrankungen sind auch offene Komedonen, Papeln und Pusteln mit Eiter vorhanden.
Ist das Gesicht des Neugeborenen lediglich von Papeln und Pusteln gezeichnet, ohne dass Komedonen vorhanden sind, spricht das für eine neonatale zephale Pustulose.

## Ursachen und Krankheitsverlauf
Als mögliche endogene Ursache werden endokrine Veränderungen in der Fötalperiode diskutiert. Adrenale Betahydroxysteroide könnten die Talgdrüsen stimulieren. Daneben kann die Acne neonatorum in seltenen Fällen auch Symptom einer Nebennierenhyperplasie bei adrenogenitalem Syndrom (21-Hydroxylase-Mangel) sein.
Ein möglicher exogener Faktor sind mütterliche Hormone, die transplazentar oder über die Muttermilch zugeführt werden.
In der Regel heilt die Neugeborenenakne ohne Narben innerhalb von drei, selten sechs Monaten spontan ab.